# Ага-хан IV
Ша́х Кари́м аль-Хусейни́ (араб. شاه كريم الحسيني‎; 13 декабря 1936, Жентод, Женева — 4 февраля 2025, Лиссабон), известный как Ага́-ха́н IV (перс. آقا خان چهارم‎) — 49-й имам исмаилитов-низаритов, и четвёртый имам, носивший титул «Ага-хана» («владыка», «господин»). Стал имамом в возрасте 21 года, сменив на посту своего деда, сэра султана Мухаммад-шаха Ага-хана III. На Западе был известен как Его Высочество принц Карим Ага-хан (IV).
После становления имамом исмаилитов-низаритов, принимал участие в сложных политических и экономических изменениях, затронувших его последователей, включая независимость африканских стран от колониального правления, изгнание индийцев из Уганды, независимость стран Центральной Азии, таких как Таджикистан, от Советского Союза, непрекращающиеся распри в Афганистане и Пакистане. Ага-хан IV стал первым религиозным лидером, выступившим на совместном сессии парламента Канады 27 февраля 2014 года.
На протяжении многих лет осуществлял крупные инвестиции в Италии. В 1960-е годы первым занялся обустройством Изумрудного побережья Сардинии, которое со временем превратилось в одну из самых фешенебельных курортных зон мира. По состоянию на 2020 год ему принадлежал Air Italy — второй по величине авиаперевозчик Италии.

## Биография

### Ранняя жизнь и образование

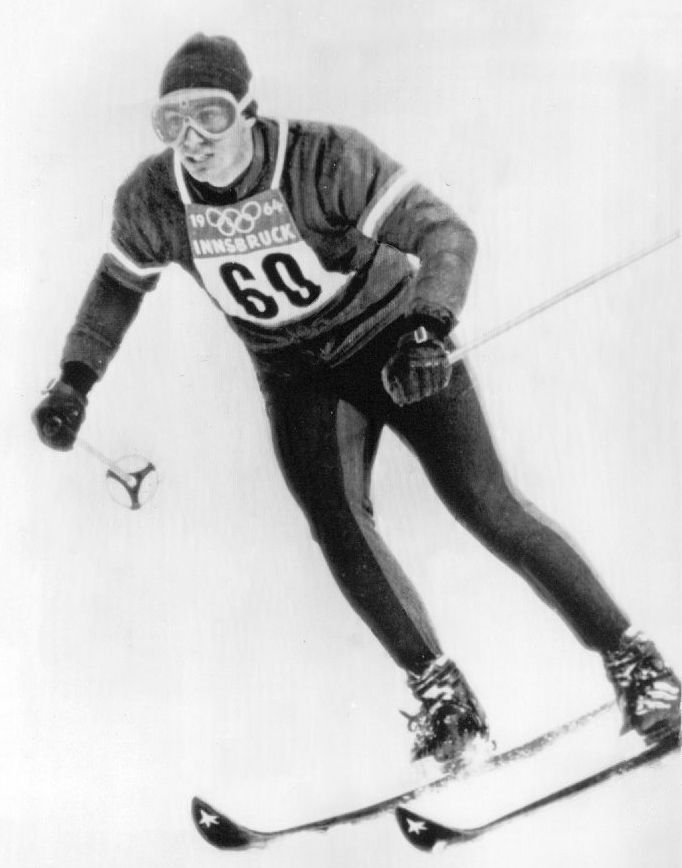
Ага-хан IV на лыжах во время выступления за сборную Ирана на зимних Олимпийских играх 1964 года

Отец — Али Салман-хан, сын Ага-хана III, потомок пророка Мухаммеда и подданный Ирана. Мать — принцесса Тадж ад-Даула Али-хан (урождённая Джоан Ярд Буллер).
Принц Карим провел своё детство в Найроби, Кения, где получил подготовку в светских предметах, а также изучал Коран и исмаилитскую доктрину. Позже принц Карим в течение девяти лет посещал Institut Le Rosey в Швейцарии, где, по его словам, получил «хорошие оценки». В юности принц Карим хотел поступить в Массачусетский технологический институт и изучать естественные науки, однако его дед, Ага-хан III, наложил вето на это решение, и принц Карим поступил в Гарвардский университет. Там он специализировался на истории ислама.
Когда его дед умер, молодой принц был выдвинут на должность Ага-хана (IV), и он перестал быть не только студентом университета, но и заменил своего деда в качестве нового низаритского имама. Принц Карим сказал по этому поводу: «В одночасье вся моя жизнь полностью изменилась. Я проснулся с серьёзной ответственностью перед миллионами других людей. Я знал, что мне придётся отказаться от своих надежд получить докторскую степень по истории». Завершил обучение в Гарварде в 1958—1959 гг., со степенью бакалавра в области мусульманской истории и университетской любовью к футболу.
Молодой Ага-хан IV был конкурентоспособным горнолыжником и выступал за Иран на зимних Олимпийских играх 1964 года.

### Восхождение к имамату
После смерти своего деда Ага-хана III принц Карим в возрасте 21 года стал 49-м имамом исмаилитов-низаритов и Ага-ханом IV, обойдя своего отца, принца Али-хана, и своего дядю, принца Садруддина Ага-хана, находившихся в прямой линии наследования. В своём завещании Ага-хан III объяснил причину выбора своего старшего внука в качестве преемника (что стало вторым случаем в истории низаритско-исмаилитской цепи имамата, когда внук предыдущего имама — вместо одного из сыновей предыдущего имама — был назначен следующим имамом):
Ввиду основательно изменившихся за самые последние годы условий в мире, вызванных огромными переменами, в частности, открытием атомной энергии, я убеждён, что в интересах шиитского мусульманского сообщества исмаилитов, меня должен сменить молодой человек, который воспитывался в центре новой цивилизация и который принесёт новый взгляд на своё служение как имама.

В свете завещания своего деда Ага-хан IV иногда упоминается исмаилитами-низаритами как «имам атомного века». В завещании Ага-хана III добавлено, что следующий Ага-хан в первые несколько лет своего имамата должен обращаться к вдове Ага-хана III за советом по общим вопросам, касающимся имамата:
Я ЖЕЛАЮ, чтобы мой преемник в течение первых семи лет своего имамата руководствовался в вопросах общей политики имамата моей упомянутой женой Иветтой по имени Ив Бланш Лабрусс Ом Хабибех, БЕГУМ АГА-ХАН, которая много лет знакома с проблемами, с которыми сталкиваются мои последователи, и на чьё мудрое суждение я возлагаю самое большое доверие.

### Имамат

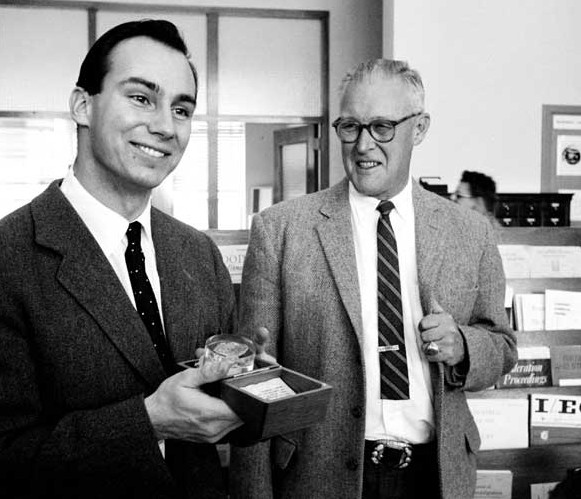
Ага-хан IV (слева) в 1959 году

Вступив в должность имама, Ага-хан IV заявил, что намерен продолжить работу, которую проводил его дед по созданию современных институтов для улучшения качества жизни исмаилитов-низаритов. Церемонии вхождения на трон (тахт-нишини) проходили в нескольких местах в течение 1957 и 1958 годов. В течение этого времени Ага-хан IV подчёркивал в должность своим последователям важность укрепления позитивных отношений с различными этническими группами — послание, весьма уместное, учитывая расово напряжённую атмосферу в Восточной Африке в то время между чернокожими и выходцами из Южной Азии.
В 1961 году по приглашению президента Джона Ф. Кенедди Ага-хан IV посетил Вашингтон, где был принят главой государства в Белом доме; главной темой обсуждения стали программы помощи Африке и Пакистану.
В 1972 году президент Уганды Иди Амин принял решение изгнать из страны людей азиатского происхождении, включая исмаилитов-низаритов. Выходцам из Южной Азии, некоторые из семей которых прожили в Уганде более 100 лет, было дано 90 дней на то, чтобы покинуть страну. Ага-хан IV позвонил своему давнему другу премьер-министру Канады Пьеру Трюдо. Правительство Трюдо согласилось разрешить тысячам исмаилитов-низаритов иммигрировать в Канаду. Ага-хан IV также предпринял срочные шаги по содействию переселению исмаилитов-низаритов, перемещённых из Уганды, Танзании, Кении и Бирмы, в другие страны. Большинство из этих исмаилитов-низаритов нашли новые дома в Азии, Европе и Северной Америке. Большинство первоначальных проблем с переселением были быстро преодолены исмаилитами-низаритами благодаря их образованию и высокому уровню грамотности, а также усилиям Ага-хана IV и принимающих стран, а также при поддержке общинных программ исмаилитов-низаритов.
Ага-хан IV поощрял исмаилитов-низаритов, обосновавшихся в промышленно развитых странах, вносить свой вклад в прогресс сообществ в развивающихся странах посредством различных программ развития. Он описал свою роль имама как частично направленную на повышение материального и духовного благополучия исмаилитов-низаритов — обязанность, которая требует понимания исмаилитов-низаритов в контексте их географического положения и их времени. Ага-хан IV развил эту концепцию в речи 2006 года в Германии, сказав: «Таким образом, роль и ответственность имама заключается как в толковании веры общине, так и в том, чтобы делать всё, что в его силах, для улучшения качества и безопасности их повседневной жизни и людей, с которыми исмаилиты делят свою жизнь».
Ага-хан IV является одним из нескольких шиитов, подписавших Амманскую декларацию, дающая широкую основу для определения тех течений ислама, которые должны считаться частью широкой мусульманской уммы.
Когда Ага-хана IV спросили о его взглядах на употребление алкоголя в интервью газете The Sunday Times в 1965 году, тот ответил в соответствии с мусульманским учением:
Мы верим, что то, что отличает человека от животных, — это его сила мысли. Всё, что препятствует этому процессу, неправильно. Посему алкоголь запрещён. Я никогда не прикасался к алкоголю. Но для меня это не пуританский запрет. Я не хочу пить. Я никогда не хотел пить. Моя религия не оказывает на меня никакого давления.

#### Серебряный юбилейный год имамата
С 11 июля 1982 по 11 июля 1983 года — в ознаменование нынешнего Серебряного юбилея Ага-хана IV, отмечающего 25-ю годовщину его вступления на имамат — было начато множество новых проектов социального и экономического развития. Они варьируются от создания международного Университета Ага-хана стоимостью 450 миллионов долларов США с его факультетом медицинских наук и учебной больницей, базирующейся в Карачи, расширения школ для девочек и медицинских центров в регионе Хунза (одна из отдалённых частей Северного Пакистана, граничащая с Китаем и Афганистан, густо населенный исмаилитами-низаритами), к созданию Программы поддержки сельских районов Ага-хана IV в Гуджарате, Индия — и расширению существующих городских больниц и центров первичной медико-санитарной помощи в Танзании и Кении.

#### Золотой юбилейный год имамата
С 11 июля 2007 г. по 13 декабря 2008 г. отмечалось 50-летие имамата Ага-хана IV (Золотой юбилей). По этому случаю лидеры исмаилитов-низаритов из разных уголков мира собрались в резиденции Ага-хана IV, дабы отдать дань уважения имаму. В рамках Золотого юбилея Ага-хан IV совершил официальные визиты в различные страны, используя визиты для признания дружбы и давней поддержки некоторых руководителей государства, правительства и других лиц Ага-хану и его низаритской-исмаилитской общине, а также чтобы заложить основу для определённых будущих инициатив и программ.
Одной из инициатив Золотого юбилея были Юбилейные игры сначала названные Золотыми юбилейными играми, но продолженные как Юбилейные игры. Первое мероприятие было проведено в Кении в 2008 году. Вторые Юбилейные игры прошли в Дубае, ОАЭ, в июле 2016 года.

#### Год бриллиантового юбилея имамата
С 11 июля 2017 года по 11 июля 2018 года был объявлен годом Бриллиантового юбилея 60-летия имамата Ага-хана IV. Он путешествовал в течение всего года Бриллиантового юбилея по странам, где действуют его гуманитарные учреждения, чтобы запустить новые программы, помогающие уменьшить бедность и расширить доступ к образованию, жилью и развитию детства. Церемония открытия Бриллиантового юбилея состоялась в его поместье Эглемонт. 8 марта 2018 года королева Елизавета II принимала Ага-хана IV в Виндзорском замке на ужине по случаю его бриллиантового юбилея. Ага-хан IV посетил ряд стран, включая Соединённые Штаты, ОАЭ, Индию, Пакистан, Канаду, Францию, Великобританию, Кению и другие. Бриллиантовый юбилей завершился грандиозными торжествами в Лиссабоне, Португалия, 11 июля 2018 года. Люди со всего мира приехали, чтобы отпраздновать это событие. Было запланировано множество концертов, Юбилейный фестиваль искусств и другие мероприятия для десятков тысяч людей. В соответствии с историческим соглашением, заключённым с Португальской Республикой в 2015 году, Его Высочество Ага-хан IV 11 июля 2018 года официально объявил помещение, расположенное на улице Маркиза де Фронтейра в Лиссабоне — дворец Энрике де Мендонса — резиденцией исмаилитского имамата и заявил, что оно станет известным как «диван исмаилитского имамата».

## Инфраструктурные проекты

### Aga Khan Development Network
Ага-хан IV является основателем и председателем Aga Khan Development Network (AKDN), которая координирует деятельность более 200 агентств и институций, в которых работает около 80 000 оплачиваемых сотрудников, большинство из которых базируются в развивающихся странах. AKDN частично финансируется его последователями и партнёрами-донорами, в число которых входят многочисленные правительства и несколько международных организаций. Агентства AKDN работают в областях здравоохранения, образования, культуры, развития сельских районов, институционального строительства и содействия экономическому развитию. Оно направлено на улучшение условий жизни и возможностей для бедных, независимо от их веры, происхождения или пола. Такой подход, по мнению некоторых исследователей, во многом формирует позитивный имидж организации, укрепляет «мягкую силу» и глобальное гуманитарное влияние самого Ага-хана IV.
Программы AKDN финансируются за счёт частных пожертвований, в том числе мусульманских религиозных взносов (закят), а также средств фонда экономического развития AKDN, который занимается коммерческими проектами (Aga Khan Fund for Economic Development / AKFED) и благотворительных фондов. В соответствии с принципом инклюзивности AKDN старается оказывать помощь и развивать инфраструктуру не только исмаилитских сообществ и не только там, где преимущественно живут исмаилиты, но и в других районах и странах, которые нуждаются в помощи.
AKDN включает Университет Ага-хана, Университет Центральной Азии, некоммерческий Фонд Ага-хана по экономическому развитию, Фонд Ага-хана по вопросам культуры, Службы здравоохранения Ага-хана, образовательные службы Ага-хана, Службы планирования и строительства Ага-хана и Агентство Ага-хана по микрофинансированию. Одной из компаний, основным акционером которой является AKFED, является Serena Hotels Group — сеть роскошных отелей и курортов, расположенных в основном в Африке и Азии. Премия Ага-хана в области архитектуры — крупнейшая архитектурная награда в мире. Ага-хан также является председателем Совета управляющих Института исмаилитоведения, который он основал в 1977 году. Он также является вице-президентом Королевского общества Содружества.
Focus Humanitarian Assistance, филиал AKDN, отвечает за экстренное реагирование перед лицом бедствия. Недавние бедствия, в устранении которых участвовала компания FOCUS, включают землетрясение 2005 года в Пакистане и цунами в Южной Азии.

### Продвижение исламской архитектуры
В 1977 году Ага-хан IV учредил премию Ага-хана в области архитектуры, награду, признающую выдающиеся достижения в архитектуре, которая охватывает современный дизайн и социальные, исторические и экологические соображения. Это крупнейшая архитектурная награда в мире (призовой фонд которой составляет миллион долларов США), присуждаемая трижды в год. Награда возникла из желания Ага-хана IV оживить творчество в исламских обществах и признать творческие решения для зданий, сооружений и общественных пространств. Лауреат премии выбирается независимым главным жюри, созываемым для каждого цикла.
В 1979 году Гарвардский университет и Массачусетский технологический институт учредили Программу Ага-хана по исламской архитектуре, которая поддерживается фондом Ага-хана. Эти программы предусматривают дипломные курсы, публичные лекции и конференции по изучению исламской архитектуры и урбанизма. Понимание современных условий и проблем развития являются ключевыми компонентами академической программы. Программа занимается исследованиями в обоих институтах, и студенты могут получить степень магистра архитектурных исследований, специализирующегося на программе Ага-хана, на архитектурном факультете Массачусетского технологического института.

## Смерть и наследование
Ага-хан IV скончался в Лиссабоне, Португалия, 4 февраля 2025 года в возрасте 88 лет. Ему наследовал его старший сын, принц Рахим аль-Хусейни, ставший Ага-ханом V, назначенный в соответствии с шиитской имамитской исмаилитской традицией и практикой насс (божественное назначение). В официальном заявлении исмаилитский веб-сайт объявил:
Принц Рахим aль-Хусейни Ага-хан V является 50-м наследным имамом шиитских исмаилитских мусульман, назначенным Мавлана Шах Каримом в соответствии с исторической шиитской имамитской исмаилитской традицией и практикой насс.
Объявление было сделано в присутствии семьи имама и старших лидеров джамаата, в Лиссабоне 5 февраля 2025 года, после оглашения завещания Мавлана Шах Карима.

Нур имамата, по непрерывной наследственной линии от Хазрата Мавлана Али (мир ему), принадлежит нашему 50-му имаму, Мавлана Шах Рахиму аль-Хусейни Ага-хану V.

## Награды
| Страна         | Дата            | Награда                                                                   | Награда                                                                   | Литеры |
| -------------- | --------------- | ------------------------------------------------------------------------- | ------------------------------------------------------------------------- | ------ |
| Занзибар       | 1957            | Бриллиантовая звезда Занзибара                                            | Бриллиантовая звезда Занзибара                                            |        |
| Португалия     | 1960            | Большой крест Ордена Инфанта дона Энрике                                  | Большой крест Ордена Инфанта дона Энрике                                  | GCIH   |
| Мавритания     | 1960            | Командор Национального ордена Заслуг                                      | Командор Национального ордена Заслуг                                      |        |
| Верхняя Вольта | 1965            | Кавалер Большого креста Национального ордена Верхней Вольты               | Кавалер Большого креста Национального ордена Верхней Вольты               |        |
| Кот-д’Ивуар    | 1965            | Кавалер Большого креста Национального ордена Республики Кот-д’Ивуар       | Кавалер Большого креста Национального ордена Республики Кот-д’Ивуар       |        |
| Мадагаскар     | 1966            | Кавалер Большого креста Национального ордена Республики Мадагаскар        | Кавалер Большого креста Национального ордена Республики Мадагаскар        |        |
| Коморы         | 1966            | Кавалер Большого креста ордена Зелёного полумесяца                        | Кавалер Большого креста ордена Зелёного полумесяца                        |        |
| Иран           | 1967            | Кавалер Большой ленты ордена Короны                                       | Кавалер Большой ленты ордена Короны                                       |        |
| Пакистан       | 1970            | Орден «Nishan-e-Imtiaz»                                                   | Орден «Nishan-e-Imtiaz»                                                   | NI     |
| Италия         | 1977            | Кавалер Большого креста ордена «За заслуги перед Итальянской республикой» | Кавалер Большого креста ордена «За заслуги перед Итальянской республикой» | [ 51 ] |
| Сенегал        | 1982            | Гранд-офицер Национального ордена Льва                                    | Гранд-офицер Национального ордена Льва                                    |        |
| Пакистан       | 1983            | Орден «Nishan-e-Pakistan»                                                 | Орден «Nishan-e-Pakistan»                                                 | NPk    |
| Марокко        | 1986            | Кавалер Большой ленты ордена Трона                                        | Кавалер Большой ленты ордена Трона                                        |        |
| Италия         | 1988            | Кавалер труда                                                             | Кавалер труда                                                             | [ 52 ] |
| Испания        | 1991            | Кавалер Большого креста ордена Гражданских заслуг                         | Кавалер Большого креста ордена Гражданских заслуг                         |        |
| Португалия     | 1998            | Кавалер Большого креста ордена Заслуг                                     | Кавалер Большого креста ордена Заслуг                                     | GCM    |
| Таджикистан    | 1998            | Кавалер ордена Дружбы                                                     | Кавалер ордена Дружбы                                                     |        |
| Великобритания | 2003            | Рыцарь-командор ордена Британской империи                                 | Рыцарь-командор ордена Британской империи                                 | KBE    |
| Бахрейн        | 2003            | Кавалер ордена Бахрейна 1 класса                                          | Кавалер ордена Бахрейна 1 класса                                          |        |
| Португалия     | 2005            | Кавалер Большого креста ордена Христа                                     | Кавалер Большого креста ордена Христа                                     | GCC    |
| Канада         | 2006            | Компаньон ордена Канады                                                   | Компаньон ордена Канады                                                   | C.C.   |
| Кения          | 2007            | Командующий ордена Золотого Сердца                                        | Командующий ордена Золотого Сердца                                        | C.G.H. |
| Мали           | 2008            | Кавалер Большого креста Национального ордена Мали                         | Кавалер Большого креста Национального ордена Мали                         |        |
| Франция        | 2010            | Командор ордена Искусств и литературы                                     | Командор ордена Искусств и литературы                                     |        |
| Индия          | 2015            | Падма Вибхушан                                                            | Падма Вибхушан                                                            | [ 54 ] |
| Кыргызстан     | 17 октября 2016 | Кавалер ордена «Данакер»                                                  | Кавалер ордена «Данакер»                                                  | [ 55 ] |
| Португалия     | 2017            | Кавалер Большого креста ордена Свободы                                    | Кавалер Большого креста ордена Свободы                                    | GCL    |
| Уганда         | 2017            | Гранд-мастер ордена Жемчужины Африки                                      | Гранд-мастер ордена Жемчужины Африки                                      |        |
| Франция        | 2018            | Кавалер Большого креста                                                   | ордена Почётного легиона                                                  |        |
| Франция        | 1990—2018       | Командор                                                                  | ордена Почётного легиона                                                  |        |

- Почётный доктор Пешаварского университета (Пакистан, 1967)
- Почётный доктор Университета Синда (Пакистан, 1970)
- Почётный доктор Университета Макгилла (Канада, 1983)
- Почётный доктор Университета Макмастера (Канада, 1987)
- Почётный доктор Лондонского университета (Великобритания, 1989)
- Почётный доктор Уэльского университета (Великобритания, 1993)
- Почётный доктор Брауновского университета (США, 1996)
- Почётный профессор Ошского университета (Кыргызстан, 2002)
- Почётный доктор Университета Торонто (Канада, 2004)
- Почётный доктор Американского университета в Бейруте (Ливан, 2005)
- Почётный доктор Университета Эворы (Португалия, 2006 год)
- Почётный доктор Американского университета в Каире (Египет, 2006)
- Почётный доктор Университета Санкоре (Мали, 2008)
- Почётный доктор Гарвардский университет (США, 2008 год)
- Почётный доктор Ирландского национального университета (Ирландия, 2008)
- Почётный доктор Университета Альберты (Канада, 2009)
- Почётный доктор Кэмбриджского Университета (Великобритания, 2009)
- Почётный доктор Университета Оттавы (Канада, 2012)
- Почётный доктор Тринити Колледж, Университета Торонто (Канада, 2013)
- Почётный доктор Института Понтифика Средневековых Исследований (Канада, 2016)
- Почётный доктор Университета де Ново (Португалия, 2017)
- Почётный доктор Университета Калгари (Канада, 2018)
- Почётный доктор Университета Британской Колумбии (Канада, 2018)
- Почётный доктор Университета Симона Фрезера (Канада, 2018)

- Медаль по архитектуре Мемориального фонда Томаса Джефферсона (Виргинский университет , США, 1984 год)
- Почётный член Пакистанской медицинской ассоциации (Синд, Пакистан, 1981 год)
- Почётный член Пакистанского Медико-хирургического колледжа (1985 год)
- Золотая медаль Высшего совета Архитектурного колледжа (Испания, 1987 год)
- Почётный гражданин Гранады (Испания, 1991 год)
- Почётный член Британского королевского архитектурного института (Великобритания, 1991 год)
- Серебряная медаль Академии архитектуры (Франция, 1991 год)
- Почётный член Американского института архитектуры (США, 1992 год)
- Почётный гражданин Самарканда (Узбекистан, 1992 год)
- «Hadrian Award» Международного фонда памятников (США, 1996 год)
- Ключ к городу Лиссабон (Португалия, 1996 год)
- Золотая медаль Гранады (Испания, 1998 год)
- Награда Лидера Международного почётного совета медицинских сестёр (Швеция, 2001 год)
- Почётный знак Международного союза архитекторов (Франция, 2001 год)
- Лауреат Государственной премии мира и прогресса Первого Президента Республики Казахстан 2002 года (12 декабря 2002 года) — за особый вклад в укрепление мира и дружбы, взаимного доверия между народами и активную деятельность, направленную на решение гуманитарных проблем[56].
- Почётный гражданин исламской уммы Томбукту (Мали, 2003 год)
- Премия Винсента Скалли Национального строительного музея (США, 2005 год)
- Почётный гражданин Дар-эс-Салама (Танзания, 2005 год)
- Ключ к городу Оттава (Канада, 2005 год)
- Премия «Квадрига» (Германия, 2005 год)
- Медаль Эндрю Карнеги за благотворительность (Великобритания, 2005 год)
- Премия толерантности Евангелической академии Тутцинга (ФРГ, 2006 год)
- Ключ к городу Остин (США, 2008 год)
- Почётный гражданин города Томбукту (Мали, 2008 год)
- Ассоциированный иностранный член Академии изящных искусств (Франция, 2008 год)
- Почётный гражданин Канады (Канада, 2009 год)
- Медаль Университета Калифорнии, Сан-Франциско (США, 2011)
- Приз Никольса Дж. С. по Лидерству в развитии городов (США, 2011)
- Премия Связующего Лидерства Дэвида Рокфеллера (Великобритания, 2012)
- Золотая медаль Королевского Архитектурного Института Канады (Канада, 2013)
- Приз Север-Юг Совета Европы (Португалия, 2014)
- Приз Глобального Гражданства Адрианы Кларксон (Канада,2016)
- Премия Чемпиона глобальных перемен, ООН (США, 2017)
- Премия Азиатского Общества по Выдающимся достижениям жизни (США, 2017)
- Ключ к городу Шугар Лэнд (США, 2018)
- Ключ к городу Порту (Португалия, 2019)
- Ключ к городу Торонто (Канада, 2022)

## Семья
Первая жена — Салима Ага-хан, ур. Сара Фрэнсис Крокер-Пул. В браке родилось трое детей:
- принцесса Захра Ага-хан (род. 18 сентября 1970 года), в 1997 году вышла замуж за Марка Бойдена. В 2005 году пара развелась. В браке родилось двое детей:
  - Сара (р. 2000)
  - Илиян (р. 2002)
- принц Рахим Ага-хан (род. 12 октября 1971 года). Его супруга — Сальва (до замужества Кендра Спирс) являются родителями двух сыновей:
  - Ирфан (род. 11 апреля 2015 года)
  - Синан (род. 2 января 2017 года, Лондон).
- принц Хусейн Ага-хан[англ.] (род. 10 апреля 1974 года), первый брак с 2006 года до 2011 года — c Халией Ага-хан, второй брак с 2019 года — с Элизабет Хоаг.

Вторая жена — Инаара Ага Хан (род. 1963, ур. Габриэла Хомей), падчерица Бодо Тиссена, бывшая жена принца Карла-Эмиха Лейнингенского (правнука великого князя Кирилла Владимировича). От первого брака у Инаары (Габриэлы) есть дочь Тереза (род. 1992). В браке родился сын. В 2014 году было достигнуто соглашение по компенсации и состоялся развод.
- принц Али Мухаммад Ага-хан[англ.] (род. 7 марта 2000 года).